# TKIP
TKIP (англ. Temporal Key Integrity Protocol) — протокол цілісності тимчасового ключа в протоколі захищеного доступу Wi-Fi Protected Access. Є частиною стандарту IEEE 802.11 i.
Був запропонований Wi-Fi Alliance як тимчасова міра для заміни уразливого протоколу WEP в існуючому бездротовому обладнанні шляхом оновлення програмного забезпечення. Хоча для шифрування використовується той же самий алгоритм RC4, що і в WEP, розрядність вектора ініціалізації збільшена вдвічі (до 48 біт), а також реалізовані правила зміни послідовності бітів вектора ініціалізації. Крім того, для кожного передаваного пакету створюється новий ключ, а цілісність перевіряється з допомогою криптографічної контрольної суми MIC. Все це дозволяє успішно протидіяти атакам типу replay (повторне використання ключів) і forgery (зміна вмісту переданих пакетів).
TKIP відповідає за збільшення розміру ключа з 40 до 128 біт, а також за заміну одного статичного ключа WEP ключами, які автоматично генеруються і розсилаються сервером аутентифікації. Крім того, в TKIP використовується спеціальна ієрархія ключів та методологія управління ключами, яка прибирає зайву передбачуваність, яка використовувалася для несанкціонованого зняття захисту WEP ключів.
Сервер автентифікації після отримання сертифіката від користувача використовує 802.1 X для генерації унікального базового ключа сеансу зв'язку. TKIP здійснює передачу згенерованого ключа користувача і точки доступу, після чого вибудовує ієрархію ключів плюс систему управління. Для цього використовується двосторонній ключ для динамічної генерації ключів шифрування даних, які в свою чергу використовуються для шифрування кожного пакету даних. Подібна ієрархія ключів TKIP замінює один ключ WEP (статичний) на 500 мільярдів можливих ключів, які будуть використані для шифрування даного пакету даних.

## Дивись також
- WPA
- AES
- CCMP